# آرش (طائرة انتحارية بدون طيار)

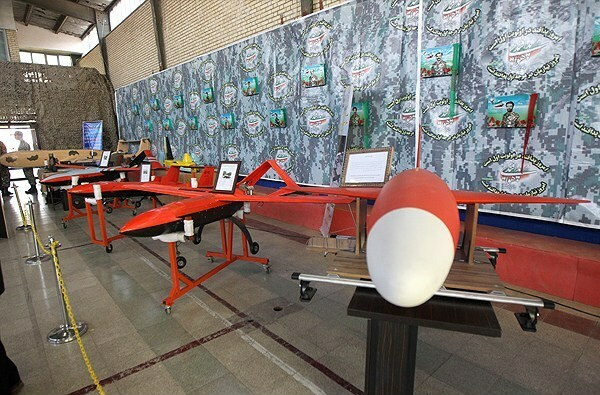
عرض طائرة كيان النفاثة التي انبثقت منها طائرات آرش، في معرض إنجازات قاعدة الدفاع الجوي، في العاصمة الإيرانية طهران

طائرة آرش بدون طيار: (بالإنجليزية: Arsh)‏ هي واحدة من الطائرات بدون طيار الإنتحارية المصنوعة في جمهورية إيران، وتأتي بنموذجين آرش 1 وآرش 2. يبلغ مدى النموذج الأول منها 1400 كيلومتر، أما النموذج الثاني فيبلغ مداه 2000 كيلومتر. هذه الطائرة المسيرة التي يبلغ طولها 4 أمتار ونصف المتر، مملوكة للقوة البرية التابعة لجيش جمهورية إيران. وهي نسخة مطورة من طائرة كيان 2 بدون طيار التي تعمل بمحرك مكبس بدلاً من محرك نفاث، بينما تضم طائرة آرش محركاً نفاثاً غازياً صغيراً. تستطيع طائرة آرش تحديد أماكن المضادات الجوية في مواضع العدو واستهدافها وتدميرها، بالإضافة إلى الرادارات المعادية والقدرة على مهاجمة جميع أنواع السفن وغيرها من الأهداف المعادية. وتحتل صناعة الطائرات المسيرة مساحة هامة من قطاع تطوير الصناعات العسكرية في المنطقة والعالم في الوقت الراهن، فَتَعَدُد مهامها زاد من أهمية امتلاكها واستخدامها، ولا تتوانى جمهورية إيران عن إنتاج طائرات بدون طيار لأهميتها الإستراتيجية لأمنها القومي بالذات. وتُعتبَر جمهورية إيران من البلدان الرائدة في صناعة الطائرات بدون طيار منذ زمن، وحققت تقدماً كبيراً في صناعة وتصميم وتطوير تلك الطائرات منذ حرب الخليج الأولى وحتى يومنا هذا.

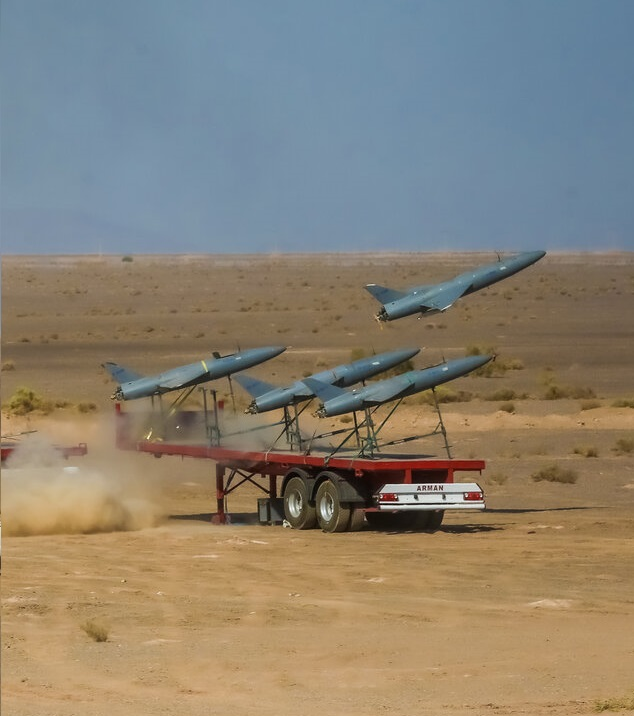
إطلاق طائرة آرش الإنتحارية في إحدى المناورات العسكرية الإيرانية

## المهام
تُستَخدَم طائرة آرش الإنتحارية المسيرة، لأغراض الدفاع والقتال في آنٍ واحد. فهي تستطيع تحديد أماكن المضادات الجوية في مواضع العدو واستهدافها وتدميرها. بالإضافة إلى الرادارات المعادية والقدرة على مهاجمة جميع أنواع السفن وغيرها من الأهداف المعادية.

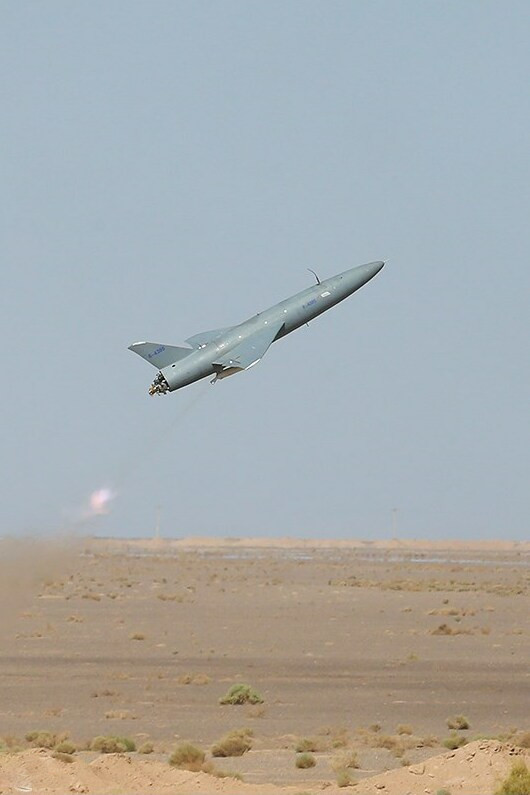
طائرة آرش بعد الإطلاق في مناورات عسكرية خاصة بالطائرات بدون طيار للجيش الإيراني

## اختبار الطائرة
نجحت الطائرة الإنتحارية من دون طيار (آرش) التابعة للقوة البرية للجيش الإيراني في تدمير الأهداف المعادية المفترضة خلال عملية سريعة ودقيقة. بحسب إعلان المتحدث باسم مناورات (ذو الفقار 1400) الأدميرال محمود موسوي، ونفذ الجيش الإيراني المراحل الرئيسية من المناورات المشتركة (ذو الفقار 1400)، بمشاركة وحدات المشاة والمدرعات والوحدات الميكانيكية ومنظومات الدفاع الجوي والسفن البحرية والغواصات، بدعم من مقاتلات ومسيرات القوة الجوية في المنطقة العامة لسواحل مكران. وقال المتحدث بإسم مناورات ذو الفقار 1400 في اليوم الثاني من المناورات، ان نجاح (طائرة آرش) المسيرة الإنتحارية، في تدمير الأهداف المعادية المفترضة خلال عملية سريعة ودقيقة، يثبت قوة ودقة الطائرات الإيرانية المسيرة في ساحة المعركة.

## تسليم طائرات آرش إلى الجيش الإيراني
أعلن وزير الدفاع الإيراني العميد محمد رضا أشتياني عن تسليم طائرات آرش وكرار وأبابيل بدون طيار، بالإضافة إلى أكثر من 200 طائرة بدون طيار من طرازات متعددة من المسيرات الإيرانية إلى الجيش الإيراني. وانضمت طائرة آرش بدون طيار إلى جانب هذه المعدات، إلى الأسطول القتالي للبلاد. ووفقاً للمذكرة التي كتبها العميد أشتياني لصحيفة إيران حول إضافة 200 طائرة بدون طيار إلى الجيش الإيراني انه تم تسليم أكثر من 200 طائرة بدون طيار من أنواع كرار وأبابيل وآرش في مناطق متفرقة من البلاد إلى الجيش الإيراني بحضور كبار قادة القوات المسلحة وأضيفت هذه المعدات إلى الأسطول القتالي للبلاد. وتابع في مذكرته مشيراً إلى أن الدراسات والتقييمات لساحات المعارك المستقبلية المحتملة تؤكد على الدور المهم والأولوية للطائرات بدون طيار.

## معرض الصور

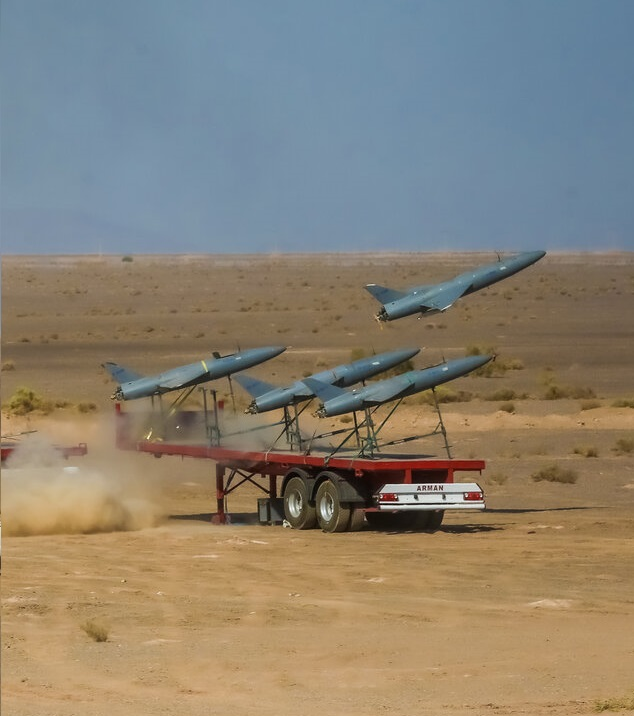
إطلاق طائرة آرش الإنتحارية في إحدى المناورات العسكرية الإيرانية

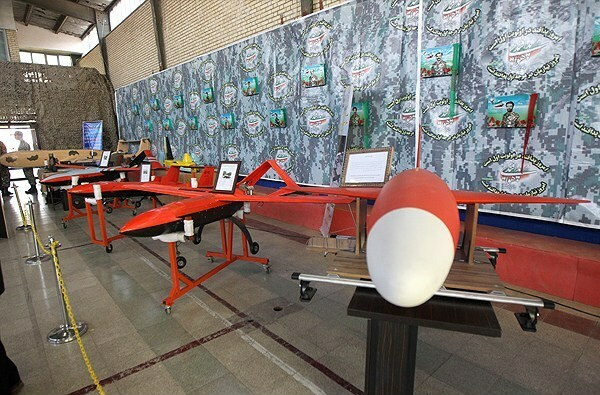
عرض طائرة كيان النفاثة التي انبثقت منها طائرات آرش، في معرض إنجازات قاعدة الدفاع الجوي، في العاصمة الإيرانية طهران

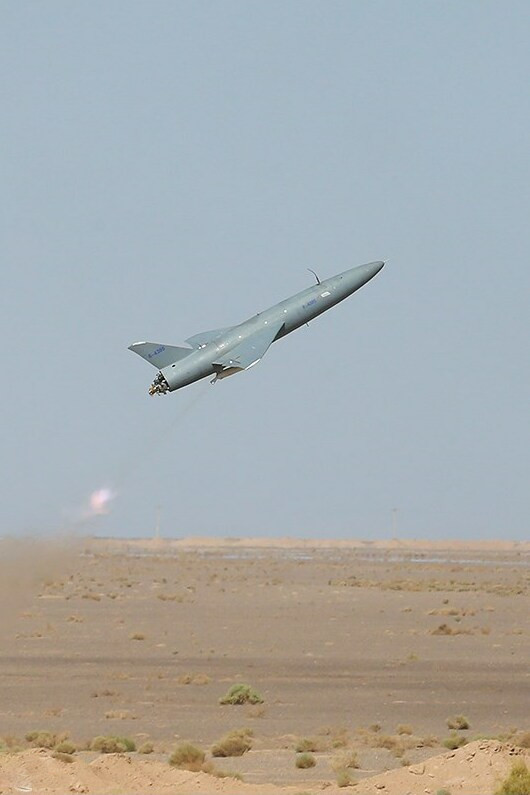
طائرة آرش بعد الإطلاق في مناورات عسكرية خاصة بالطائرات بدون طيار للجيش الإيراني